# 于靖
于靖（1949年7月6日—），台灣數學家，耶魯大學數學博士，国家理论科学研究中心主任，中央研究院院士。

## 生平
畢業於國立台灣師範大學數學系，1980年師承塞爾日·蘭（Serge Lang）教授，攻讀數論，獲得美國耶魯大學數學博士。 
曾在美國普林斯頓大學發行的數學界權威性期刊《數學年鑑》（Annals of Mathematics）上發表了二篇論文。歷年來台灣只有五篇數學論文被刊登在該期刊上；其餘三篇是國立清華大學數學系陳國璋一篇，國立台灣大學數學系王金龍與林惠雯一篇（同猶他大學的李元斌合著），以及國立台灣大學數學系林長壽與王金龍一篇。
從1997到1999年，他到國立清華大學協助設立國科會的國家理論科學研究中心（NCTS），並且擔任數學組主任。從2002年八月開始他專任清華大學數學系教授，並且再度擔任NCTS數學組主任（從2002年4月到2003年7月）。從2002年8月起，他也是中央研究院數學研究所的合聘研究員。自2006年起擔任國家理論科學研究中心主任。

## 家庭
于靖與妻育有1子。

## 荣誉
2012年7月5日，于靖當選為中央研究院數理科學組院士。
2015年11月19日，于靖獲選為世界科學院院士。

## 外部連結
- 于靖教授個人網頁（页面存档备份，存于）
- 于靖在國立臺灣大學數學系網頁（页面存档备份，存于）